# Meconopsis lyrata
Meconopsis lyrata là một loài thực vật có hoa trong họ Anh túc. Loài này được (H.A. Cummins & Prain) Fedde ex Prain mô tả khoa học đầu tiên năm 1915.